# Château de La Mota
 (juillet 2025).
Si vous disposez d'ouvrages ou d'articles de référence ou si vous connaissez des sites web de qualité traitant du thème abordé ici, merci de compléter l'article en donnant les références utiles à sa vérifiabilité et en les liant à la section « Notes et références ».
Le château de la Mota (Castillo de la Mota en espagnol) est une forteresse médiévale située dans la ville de Medina del Campo, dans la province de Valladolid, en Espagne. 
Il est ainsi nommé en raison de son emplacement sur une colline élevée, une Mota, d'où il domine la ville et les terres avoisinantes. La ville voisine venait d'être entourée par une série de murailles, dont il ne reste que des vestiges aujourd'hui.
Il a été protégé par l'État en tant que site d'intérêt culturel (Bien de Interés Cultural), depuis 1904. 
La caractéristique principale du château est la grande barbacane. Le château intérieur a un plan trapézoïdal, avec 4 tours et une cour carrée. Il possède un grand clocher carré, et un mur en deuxième rideau intérieur qui a été utilisé pour les archers.
Le château fort était accessible par un pont-levis. Il est fait de brique rouge locale, utilisant la  pierre uniquement pour quelques détails.

## Histoire
L'enrichissement initial du village, repeuplé après les déprédations des Maures, a conduit à la création d'une forteresse sur le site, à partir de 1080. Le village s'établit bientôt à proximité. En 1354, Henri II de Castille prend la forteresse par la force. En 1390 le roi Jean Ier  de Castille accorde la ville à son fils, l'infant Ferdinand d'Antequera, futur Ferdinand Ier d'Aragon. Après la mort de ce dernier en 1416, son fils, Jean II d'Aragon, impose les résidents locaux pour aider à la construction à la Mota. 
Pendant le siècle suivant, le château et la ville changent de mains entre les deux rois rivaux de Castille et d'Aragon, le château et la ville étant parfois détenus par des côtés opposés. En 1439, par exemple, le prince d'Aragon a verrouillé la porte de la ville, ce qui emprisonne le roi castillan dans les murs du château. En 1441, le roi de Castille est en mesure d'obtenir la cession de quelque 250 soldats aragonais dans le château.
Après la Première bataille d’Olmedo en 1445, le château passe une fois pour toutes entre les mains de la monarchie castillane. En 1460, le roi Henri IV de Castille fait construire la tour centrale. En 1464, Henri donne le château à l'archevêque de Tolède, Alonso Carrillo, qui ne tarde pas à trahir le roi, et soutient son rival Alphonse V de Portugal.
Par la suite, le château est disputé entre Isabelle Ire de Castille et sa cousine à la paternité douteuse, la princesse Jeanne de Castille.
Après une succession de différents propriétaires, en 1475, la couronne de Castille reprend le château, et construit un bastion d'artillerie, avec sur l'entrée les symboles héraldiques des Rois Catholiques, Ferdinand et Isabelle.
Le château devient une prison importante, il accueille notamment Hernando Pizarro, Rodrigo Calderón, le duc Fernand de Calabre et César Borgia, entre autres. Parmi ces hommes, le dernier est connu pour s'être échappé d'une tour de près de 40 mètres de hauteur en descendant le long d'une corde.
Il fut le siège de la Sección Femenina, l'organisation féminine du régime franquiste.

## Source
- (en) Cet article est partiellement ou en totalité issu de l’article de Wikipédia en anglais intitulé « Castle of La Mota » (voir la liste des auteurs).